# 裸眼でGO!
『裸眼でGO!』（らがんでゴー）は、吉田美紀子による4コマ漫画作品。

## 概要
竹書房の月刊雑誌『まんがライフ』で2003年4月号から2016年1月号まで、また、同社『まんがライフMOMO』で2003年12月号から2009年4月号まで、それぞれ連載された。
単行本発行は異例にスローペースで、単行本第1巻は2007年5月に発売されたが、2015年末現在、13年近くの連載で単行本は結局1巻しか刊行されていない。

## あらすじ
主人公・佐藤みずき（さとう みずき）は、裸眼視力が0.05のド近眼なうえにひどい乱視。愛用のメガネはその視力ゆえに牛乳ビンの底と化している。でも、彼女もやはり女のコ。外へ出るときは、やっぱりメガネをはずして…のはずが、その視力ゆえに事故が絶えない。そのド近眼が故の失敗をユーモラスに描いているが、彼女自身も結構天然。彼女は同僚の OL も認める美人らしいのだが、本人は裸眼で自分の顔を見ることができないらしく、自分の顔を知らないという。

## 単行本
1. 第1巻（竹書房バンブー・コミックス、発行：2007年5月7日、ISBN 4-8124-6586-9）

## その他
- 掲載誌の読者投稿欄においても、メガネを手放せない女性が本作品の主人公に共感したとする投稿が掲載されることがある。
- 「遠視のために近くが見えず遠くがよく見える」や「近視用眼鏡で太陽光を収束させて火を着ける」などの描写があり、あまりリアリティを追求した作品ではない。